# Резолюция Монтевидео
Резолюция Монтевидео — резолюция ЮНЕСКО IV.4.422-4224, принятая на 8 сессии Генеральной конференции ЮНЕСКО 10 декабря 1954 года в Монтевидео. Резолюция утверждает культурную ценность языка эсперанто для мирового сообщества. 8 ноября 1985 года на 23 сессии Генеральной конференции ЮНЕСКО в Софии резолюцией № XI.4.218 была подтверждена резолюция, принятая в Монтевидео.

## Резолюция 1954 года
В начале 50-х годов в Организацию Объединенных Наций была предъявлена петиция об эсперанто от имени 492 различных общественных организаций с более чем 15 миллионов членов. Петицию подписали также почти 900 эсперантистов из 76 стран в индивидуальном порядке. Далее она была перенаправлена в ЮНЕСКО.
Кроме петиции для принятия резолюции нужен был проект, который могла представить делегация одной из стран-членов ЮНЕСКО. Найти такую страну, которая бы представила интерес эсперанто-движения взялся тогдашний президент Всемирной эсперанто-ассоциации Иво Лапенна. Перед конференцией он встречался с представителями многих стран, некоторые проявили заинтересованность в резолюции, но никто не взял на себя ответственность по представлению проекта резолюции.
Тем временем в Монтевидео была организована выставка об эсперанто и связанном с этим языком международном движении. На выставке побывала госпожа Вальярта из Мексики, которая после разговора с Иво Лапенном была настолько впечатлена, что смогла убедить своего мужа, руководителя мексиканской делегации, встретиться с представителями Всемирной эсперанто-ассоциации. Встреча состоялась, и господин Вальярта согласился представить в программную комиссию проект резолюции об эсперанто.

### Первое голосование
Вопрос об эсперанто был внесён в повестку дня конференции и вечером 4 декабря началось обсуждение. Однако право вступительного слова по невыясненным обстоятельствам было дано профессору Блинкенбергу из датской делегации. Блинкенберг высмеял и раскритиковал эсперанто. В частности, он заявил, что «на искусственном языке, возможно, можно рассказать об уругвайском меню, но не о литературных ценностях». Последующие выступления Лапенна и уругвайского представителя не смогли переменить сложившееся негативное представление об эсперанто. В итоге за предложенную Мексикой резолюцию проголосовали три делегации, против — 23, воздержались 19.

### Второе голосование
Представители Всемирной эсперанто-ассоциации обратились за помощью к местным эсперантистам, и вместе они составили письмо протеста, которое опубликовали в нескольких уругвайских газетах. В письме эсперантисты осудили вызывающее поведение Блинкенберга. Газеты перепечатывали письмо, добавляя свои комментарии. Инцидент с речью Блинкенберга превратился в общественный скандал. Под влиянием общественного мнения участники делегаций тоже стали склоняться на сторону эсперантистов.
Тем временем Лапенна подал в программную комиссию протест с требованием провести повторное голосование по вопросу об эсперанто. Копия протеста была направлена во все делегации.
Повторное рассмотрение вопроса об эсперанто состоялось 10 декабря. После объявления вопроса выступил сначала представитель Мексики. Затем британская делегация предложила незначительные изменения в тексте, которые были приняты и состоялось голосование: 30 делегаций проголосовали за резолюцию, 5 были против и 17, в том числе делегаты из СССР, воздержались.

### Текст резолюции
Генеральная конференция,
Обсудив доклад Генерального директора по вопросу об обращении к странам по вопросу использования языка Эсперанто, Генеральная конференция:
1. принимает во внимание результаты, достигнутые с помощью Эсперанто в области поддержания международных культурных связей и сближения народов мира;
2. констатирует соответствие этих результатов целям и идеалам ЮНЕСКО;
3. поручает Генеральному директору обеспечить дальнейший прогресс в использовании Эсперанто в области образования, науки и культуры, для чего считает необходимым установить деловой контакт со Всемирной Эсперанто-ассоциацией по всем вопросам, интересующим обе организации;
4. принимает во внимание тот факт, что некоторые страны — члены ЮНЕСКО заявили о своей готовности ввести и расширять преподавание Эсперанто в школах и высших учебных заведениях, и поручает Генеральному директору получить от этих стран информацию о результатах, достигнутых в этой области.

## Резолюция 1985 года
В ноябре 1985 года в Софии состоялась 23 сессии Генеральной конференции ЮНЕСКО. Выдающийся югославский эсперантист Тибор Секель, который представлял Всемирную ассоциации эсперанто и делегацию Югославии, внёс на голосование резолюцию об эсперанто. Резолюция была принята Генеральной конференцией ЮНЕСКО единодушно.

### Текст резолюции
Учитывая, что Генеральная конференция на своей сессии 1954 г. в Монтевидео в резолюции 1.4,422-422,4 отмечает успехи, достигнутые при помощи международного языка эсперанто в области международного интеллектуального обмена и взаимопонимания народов мира, а также признавая, что эти результаты согласуются с целями и идеалами ЮНЕСКО;
Напоминая, что эсперанто за это время достиг значительного прогресса в качестве средства развития взимопонимания народов и культур различных стран, проникнув в большинство регионов мира и в большую часть областей человеческой деятельности;
Признавая огромные возможности эсперанто для международного взаимопонимания и общения между людьми различных национальностей;
Принимая к сведению значительный вклад эсперанто-движения и в особенности Всемирной ассоциации эсперантистов в распространении информации о деятельности ЮНЕСКО, а также участие в этой деятельности;
Учитывая тот факт, что в 1987 г. будет отмечаться столетие существования языка эсперанто:
1. Приветствует движение эсперанто в связи со столетием его существования;
2. Предлагает Генеральному директору продолжать внимательно следить за развитием языка эсперанто в качестве средства улучшения взаимопонимания между различными нациями и культурами;
3. Предлагает государствам-членам отметить столетие языка эсперанто путём проведения соответствующих мероприятий, принятия деклараций, выпуска специальных почтовых марок и т. д., а также содействовать введению в своих школах и высших учебных заведениях учебной программы, посвященной языковым проблемам и эсперанто;
4. Рекомендует неправительственным международным организациям принять участие в праздновании столетия языка эсперанто и рассмотреть возможность его использования в качестве средства распространения среди своих членов всех видов информации, включая информацию о деятельности ЮНЕСКО.

## Blinkenberg
Фамилия датского профессора Блинкенберг использовалась в эсперантоязычных периодических изданиях как имя нарицательное (blinkenberg) для обозначения людей, которые с умным видом рассуждают об эсперанто, выдавая свои предрассудки за факты. В таком значении это слово вошло в сленг эсперантистов.